# Fredrik Ehrenpreus
Fredrik Ehrenpreus, född 17 februari 1714 i Jönköping, död 26 februari 1794 i Hakarps socken, var en svensk industriman. Han var son till Joachim Ehrenpreus.
Fredrik Ehrenpreus blev student vid Lunds universitet 1729 och blev auskultant vid Göta hovrätt omkring 1733. Han hade tänkt sig att söka sig till juridiken men sedan svågern Jöns Wetterberg och brodern Nils Ehrenpreus avlidit blev han faktor vid Husqvarna gevärsfaktori 1738 och erhöll 1741 överdirektörs titel. År 1757 övertog han ägandet av faktoriet från staten. 
Fredrik Ehrenpreus ägde också flera fastigheter i Jönköping samt Lundholmen och Stensholms säteri. Ehrenpreus tid som ledare för företaget kännetecknades av strejker och protester bland arbetarna, han lyckades trots detta att se till att faktoriet behöll positionen som en av Sveriges främsta vapentillverkare.
Faktoriet var kvar i familjen Ehrenpreuss ägo fram till 1821.
År 1975 namngav Husqvarna AB en vapenmodell efter Ehrenpreus.